# (73726) 1993 FD29
(73726) 1993 FD29 – planetoida z pasa głównego asteroid okrążająca Słońce w ciągu 4,15 lat w średniej odległości 2,58 j.a. Odkryta 21 marca 1993 roku.